# Барбезје Сент Илер
Барбезје Сент Илер (фр. Barbezieux-Saint-Hilaire) насеље је и општина у западној Француској у региону Поату-Шарант, у департману Шарант која припада префектури Коњак.
По подацима из 2005. године у општини је живело 4 693 становника, а густина насељености је износила 177 становника/km². Општина се простире на површини од 26,55 km². Налази се на средњој надморској висини од 79 метара (максималној 131 m, а минималној 32 m).

## Демографија
| 1962. | 1968. | 1975. | 1982. | 1990. | 1999. | 2011. |
| ----- | ----- | ----- | ----- | ----- | ----- | ----- |
| 4.841 | 5.147 | 5.198 | 5.103 | 4.774 | 4.819 | 4.774 |

График промене броја становника у току последњих година